# Oddone IV di Troyes
Oddone IV di Troyes o Oddone IV di Blois o Oddone III di Champagne, in francese Eudes III de Troyes o Eudes III de Blois (1065 circa – 1093 circa) fu conte di Troyes e di Vitry, dal 1089 alla sua morte.

## Origine
Oddone, secondo la Genealogica ex Stirpe Sancti Arnulfi descendentium Mettensis, era il figlio secondogenito del conte di Blois, Chartres, Châteaudun, Tours, Provins e Reims, dal 1004, conte di Conte di Champagne (conte di Troyes e conte di Meaux), Tebaldo e, come si può dedurre dal documento n° 3517 del Recueil des chartes de l'abbaye de Cluny. Tome 4, (il primogenito) di Alice de Crépy, figlia del conte Rodolfo II di Valois e Adelaide di Bar-sur-Aube, come ci conferma la Chronica Albrici Monachi Trium Fontium, erede della contea di Bar-sur-Aube.
Tebaldo, secondo il Hugonis Floriacensis, Liber qui Modernorum Regum Francorum continet Actus 10, era il figlio primogenito del conte di Blois, Chartres, Châteaudun, Tours, Provins e Reims], dal 1004, conte di Conte di Champagne (diciassettesimo conte di Troyes, ottavo conte di Meaux), Oddone II di Blois e di Ermengarda d'Alvernia, che, secondo la Genealogiae comes Flandriae era figlia del Conte d'Alvernia, Guglielmo IV e della moglie Humberge (o Ermengarda), figlia di Etienne de Brioude, conte di Gévaudan e Forez, nell'Aquitania orientale e della sua seconda moglie (il matrimonio, avvenuto prima del 960 è confermato dal Cartulaire de l'abbaye de Saint-Chaffre du Monastier et Chronique de Saint-Pierre du Puy), Adelaide d'Angiò (ca 942 - 1026), figlia del Conte d'Angiò e poi, conte di Nantes e duca di Bretagna, Folco II e di Gerberga (che il nome della madre fosse Gerberga è confermato dal documento è il n° II del Cartulaire de l'abbaye de Saint-Aubin d'Angers, Tome I, dove suo fratello, Goffredo Grisegonelle dichiara di essere figlio di Folco e Gerberga (patris mei Fulconis, matris quoque meæ Gerbergæ)) di cui non si conoscono con certezza gli ascendenti.

## Biografia
Dopo la morte dello zio, il conte di Champagne (le conte di Meaux, di Troyes) e conte di Vitry, Stefano, (Stephani comitis palatini), che, secondo gli Obituaires de Sens Tome II, Eglise cathédrale de Chartres, Livre d'Anniversaires mid-xiii siècle, avvenne il 19 maggio (XIV Kal Jun) del 1047 o 1048, suo padre,  Tebaldo divenne reggente delle contee di Meaux, di Troyes, e di Vitry, per conto del giovane nipote, Oddone III, ancora minorenne.
Il nipote, qualche anno dopo, pare a seguito dell'omicidio di un nobile della contea di Champagne, si dovette rifugiare in Normandia e Tebaldo ne approfittò per appropriarsi dei titoli e delle terre del nipote, che alla fine abdicò e Tebaldo, circa nel 1066, divenne anche conte, Tebaldo I di Champagne che, distintosi come protettore di abbazie, favorì la riforma monastica.
Suo padre, Tebaldo (Tebaldus comes Carnotensium) morì, nel 1089, secondo gli Obituaires de Sens Tome II, Abbaye de Saint-Père-enVallée, il 30 settembre (II Kal Oct), e, secondo la Chronica Albrici Monachi Trium Fontium fu sepolto a Épernay.
Alla sua morte, secondo il Hugonis Floriacensis, Liber qui Modernorum Regum Francorum continet Actus 11, Stefano Enrico, il primogenito, ereditò la contea di Blois e la contea di Meaux, mentre la contea di Troyes, andò a Ugo; Ugo aveva ereditato la contea di Bar-sur-Aube, ed ereditò la contea di Troyes e di Vitry, dopo la morte, nel 1093, di Oddone, il secondogenito, che invece le aveva ereditate nel 1089.
Anche il monaco cristiano, storico, autore di cronache, Orderico Vitale, cita Oddone e Ugo, come fratelli di Stefano Enrico e figli di Tebaldo.
Oddone governò le sue contee solo pochi anni e, nel 1093, alla sua morte, senza eredi, le contee passarono al fratello Ugo, che, nel 1104, si recò nell'abbazia di Molesme, citando il fratello Oddone, come suo predecessore.

## Discendenza
Ancora secondo il Recueil des chartes de l'abbaye de Cluny. Tome 4, Oddone poteva avere una moglie di nome Berta, di cui non si conoscono gli ascendenti (Berte comitisse). 
Di Oddone non si conosce alcuna discendenza.

## Ascendenza
|                          |   |                         | Genitori                |  |  | Nonni |  |  | Bisnonni          |  |  | Trisnonni          |  |
|                          |   |                         |                         |  |  |       |  |  | Oddone I di Blois |  |  | Tebaldo I di Blois |  |
|                          |   |                         |                         |  |  |       |  |  | Oddone I di Blois |  |  | Tebaldo I di Blois |  |
|                          |   | Liutgarda di Vermandois |                         |  |  |       |  |  | Oddone I di Blois |  |  |                    |  |
| Oddone II di Blois       |   |                         |                         |  |  |       |  |  | Oddone I di Blois |  |  |                    |  |
|                          |   | Berta di Borgogna       | Corrado III di Borgogna |  |  |       |  |  |                   |  |  |                    |  |
|                          |   | Berta di Borgogna       | Corrado III di Borgogna |  |  |       |  |  |                   |  |  |                    |  |
|                          |   | Berta di Borgogna       | Matilde di Francia      |  |  |       |  |  |                   |  |  |                    |  |
| Tebaldo III di Blois     |   | Berta di Borgogna       |                         |  |  |       |  |  |                   |  |  |                    |  |
|                          |   | Guglielmo IV d'Alvernia | Roberto II di Clermont  |  |  |       |  |  |                   |  |  |                    |  |
|                          |   | Guglielmo IV d'Alvernia | Roberto II di Clermont  |  |  |       |  |  |                   |  |  |                    |  |
|                          |   | Guglielmo IV d'Alvernia | Engelberga              |  |  |       |  |  |                   |  |  |                    |  |
| Ermengarda d'Alvernia    |   | Guglielmo IV d'Alvernia |                         |  |  |       |  |  |                   |  |  |                    |  |
|                          |   | Umberga                 | …                       |  |  |       |  |  |                   |  |  |                    |  |
|                          |   | Umberga                 | …                       |  |  |       |  |  |                   |  |  |                    |  |
|                          |   | Umberga                 | …                       |  |  |       |  |  |                   |  |  |                    |  |
| Oddone IV di Troyes      |   | Umberga                 |                         |  |  |       |  |  |                   |  |  |                    |  |
|                          | … | …                       |                         |  |  |       |  |  |                   |  |  |                    |  |
|                          | … | …                       |                         |  |  |       |  |  |                   |  |  |                    |  |
|                          | … | …                       |                         |  |  |       |  |  |                   |  |  |                    |  |
| Rodolfo II di Valois     | … |                         |                         |  |  |       |  |  |                   |  |  |                    |  |
|                          |   | …                       | …                       |  |  |       |  |  |                   |  |  |                    |  |
|                          |   | …                       | …                       |  |  |       |  |  |                   |  |  |                    |  |
|                          |   | …                       | …                       |  |  |       |  |  |                   |  |  |                    |  |
| Alice di Crépy           |   | …                       |                         |  |  |       |  |  |                   |  |  |                    |  |
|                          |   | …                       | …                       |  |  |       |  |  |                   |  |  |                    |  |
|                          |   | …                       | …                       |  |  |       |  |  |                   |  |  |                    |  |
|                          |   | …                       | …                       |  |  |       |  |  |                   |  |  |                    |  |
| Adelaide di Bar-sur-Aube |   | …                       |                         |  |  |       |  |  |                   |  |  |                    |  |
|                          |   | …                       | …                       |  |  |       |  |  |                   |  |  |                    |  |
|                          |   | …                       | …                       |  |  |       |  |  |                   |  |  |                    |  |
|                          |   | …                       | …                       |  |  |       |  |  |                   |  |  |                    |  |
|                          |   | …                       |                         |  |  |       |  |  |                   |  |  |                    |  |

### Fonti primarie
- (LA)  Cartulaire de l'abbaye de Saint-Chaffre du Monastier et Chronique de Saint-Pierre du Puy.
- (LA)  Monumenta Germaniae Historica, Scriptores, tomus IX.
- (LA)  Monumenta Germaniae Historica, Scriptores, tomus XXIII.
- (LA)  Monumenta Germaniae Historica, Scriptores, tomus XXV.
- (LA)  Obituaires de la province de Sens. Tome 2.
- (FR)  Cartulaire de l'abbaye de Saint-Aubin d'Angers, tomus I.
- (LA)  Ordericus Vitalis, Historia Ecclesiastica, vol. II.
- (LA)  Ordericus Vitalis, Historia Ecclesiastica, vol. unicum.
- (LA)  Recueil des chartes de l'abbaye de Cluny. Tome 4.
- (FR)  Cartulaires de l'abbaye de Molesmes, ancien diocèse de Langre.

### Letteratura storiografica
- Louis Halphen, "La Francia dell'XI secolo", cap. XXIV, vol. II (L'espansione islamica e la nascita dell'Europa feudale) della Storia del Mondo Medievale, 1999, pp. 770–806.